# Rogério Lantres de Carvalho
Rogério Lantres de Carvalho (Lisbona, 7 dicembre 1922 – Lisbona, 8 dicembre 2019) è stato un calciatore portoghese, di ruolo attaccante.

## Biografia
È conosciuto anche come Rogério Pipi.
Si è spento nella sua città natale il giorno dopo aver compiuto 97 anni.

## Carriera
Con il Benfica ha vinto tre campionati (1942-1943, 1944-1945 e 1949-1950), sei Taça de Portugal e in campo europeo la Coppa Latina 1950, primo trofeo internazionale del club lusitano. Fu proprio lui in qualità di capitano a sollevare la coppa dopo la finale vinta contro i francesi del Bordeaux.
Fu l'ultimo calciatore a segnare un gol al Torino, prima della Tragedia di Superga.